# Nebraska City (Nebraska)
Nebraska City es una ciudad ubicada en el condado de Otoe en el estado estadounidense de Nebraska. En el Censo de 2010 tenía una población de 7289 habitantes y una densidad poblacional de 600,06 personas por km².

## Geografía
Nebraska City se encuentra ubicada en las coordenadas 40°40′31″N 95°51′41″O / 40.67528, -95.86139. Según la Oficina del Censo de los Estados Unidos, Nebraska City tiene una superficie total de 12.15 km², de la cual 12.15 km² corresponden a tierra firme y (0%) 0 km² es agua.

## Demografía
Según el censo de 2010, había 7289 personas residiendo en Nebraska City. La densidad de población era de 600,06 hab./km². De los 7289 habitantes, Nebraska City estaba compuesto por el 91.49% blancos, el 0.38% eran afroamericanos, el 0.27% eran amerindios, el 0.7% eran asiáticos, el 0.25% eran isleños del Pacífico, el 5.3% eran de otras razas y el 1.61% pertenecían a dos o más razas. Del total de la población el 10.91% eran hispanos o latinos de cualquier raza.